# Brahmina sumatrensis
Brahmina sumatrensis är en skalbaggsart som beskrevs av Brenske 1892. Brahmina sumatrensis ingår i släktet Brahmina och familjen Melolonthidae. Inga underarter finns listade.